# Парадигма
Парадигма най-общо означава модел на мислене – конкретно в някоя научна дисциплина или в друг епистемологичен контекст.

## Етимология
Думата парадигма произлиза от гръцката дума παράδειγμα (paradeigma), която означава „модел“ или „пример“, от думата παραδείκνυμι (paradeiknumi), означаваща „демонстрирам, показвам, излагам“.

## Различни контекстни значения

### Във философията

#### Научната парадигма на Кун
Томас Кун дава съвременното значение на тази дума, когато я приема за обозначаване на набор от практики, които определят една научна дисциплина през определен период от време. Самият Кун стигнал дотам, че започнал да предпочита термините екземпляр и нормална наука, които имат по-точно философско значение. Въпреки това в своята книга „Структурата на научните революции“ Кун определя научната парадигма като:
– какво трябва да бъде наблюдавано и изследвано
– типът въпроси, които би трябвало да се поставят и да се търсят техните отговори по отношение предмета на изследването
– как трябва да се структурират тези въпроси
– как трябва да се интерпретират резултатите от научните изследвания
Като алтернатива Оксфордския английски речник определя парадигмата като „модел или образец, екземпляр“. По този начин допълнителен компонент към определението за парадигма на Кун е:
– как трябва да се проведе един експеримент и какво оборудване е достъпно за провеждането му
Така в рамките на нормалната наука парадигмата е набор от примерни експерименти, които е вероятно да бъдат копирани или подражавани. Преобладаващата парадигма често представя по-специфичен начин на виждане на реалността или ограничения на приемливи програми за бъдещи проучвания отколкото много по-обобщения научен метод.
Пример за изцяло приета парадигма е стандартния модел на физиката. Научният метод взема предвид ортодоксални научни изследвания на много феномени, които могат да се противопоставят или опровергаят стандартния модел. Обаче финансирането на такива експерименти би било по-трудно, пропорционално на сумата на отклоненията от приетия стандартен модел теория, която експеримента би тествал. Например един експеримент, който тества масата на неутриното или разтварянето на протона (малки отклонения от модела) е по-вероятно да получи пари, отколкото експерименти, търсещи нарушенията в запазването на силата или начини да се постигне пътуване обратно във времето.
Важен аспект на парадигмите на Кун е това, че парадигмите са несъизмерими, което значи, че две парадигми не могат да бъдат сравнявани една с друга. Новата парадигма, която измества старата не е задължително да е по-добра, защото критерия за оценка зависи от самата парадигмата.
По-пренебрежителният термин „групово мислене“ и терминът „групово съзнание“ имат много близко значение, което се отнася до малки или големи по мащаб примери за дисциплинирана мисъл.
Обикновена аналогия: опростената аналогия за парадигма е навик в разсъждаването или кутията в широко използваната фраза „мислене извън кутията“. Мисленето „вътре в кутията“ е присъщо на нормалната наука. Кутията обхваща мисленето на нормалната наука и по този начин тя е аналогична на парадигма. „Мисленето извън кутията“ би могло да бъде това, което Кун нарича революционна наука. Революционната наука е обикновено неуспешна и рядко води до нови парадигми. Когато е успешна тя води до големи проблеми в научния мироглед.

### В експерименталната наука
Парадигма има значение на експериментална ситуация.
В науките за поведението, например психологията, биологията, неврологията, експерименталната парадигма е експериментална ситуация (например начин на провеждане на определен тип експеримент), която е обусловена от определени регулирани стандарти и често има теоретичен фон. Една парадигма в този технически смисъл обаче не представлява ограничен начин на мислене, колкото в епистемологичния ѝ смисъл.

### В програмирането
Програмната парадигма е основен стил на програмиране, отнасящ се до това как трябва да бъдат формулирани решенията на проблемите в един програмен език. Една програмна парадигма осигурява (и определя) гледната точка, която програмистът има относно изпълнението на програмата. Например в обектно-ориентираното програмиране програмистите могат да приемат програмата като сбор от взаимодействащи си обекти, докато във функционалното програмиране една програма може да бъде приемана за последователност от функционални изчисления.
При програмиране на компютри или системи с много процесори процесно ориентираното програмиране позволява на програмистите да мислят за програмите като за групи от успоредни процеси, действащи въз основа на логически споделени структури от данни. Точно както различните групи в софтуерното инженерство поддържат различни методи, така и различните програмни езици поддържат различни програмни парадигми. Някои езици са предназначени да поддържат една определена парадигма (Smalltalk и С++ поддържат обектно ориентираното програмиране, а Haskell поддържа функционално програмиране), докато други програмни езици поддържат много парадигми (като С++, Common Lisp, Scheme, Python, Ruby и Oz). Много програмни парадигми са добре познати както с командите, които позволяват, така и с тези, които забраняват. Например чисто функционалното програмиране не позволява употребата на странични ефекти; структурираното програмиране не позволява употребата на командата Go to. Отчасти поради тази причина новите парадигми се считат за ограничени или твърде строги от тези, които са свикнали с по-ранни стилове. Това избягване на някои команди обаче може да улесни доказването на теореми за точността на една програма или просто да разбере нейното поведение, без да ограничава общия характер на програмния език. Връзката между програмните парадигми и програмните езици може да бъде сложна, понеже програмния език може да поддържа много парадигми. Например C++ е предназначен да поддържа елементи от процедурното програмиране, обектно ориентираното програмиране и общото програмиране. Проектантите и програмистите обаче решават как да създадат една програма, използвайки тези елементи на парадигмата. Може да бъде написана изцяло процедурна програма на C++, може да бъде написана изцяло обектно ориентирана програма или да бъде написана програма, която съдържа елементи и от двете парадигми.

### В лингвистиката
Спрегаема парадигма.
В граматиката спрежението е изменението или маркирането на една дума (или по-точно лексема), за да се отрази граматическа (която е сродна) информация като род, време, число и лице. Идеята за „дума“ независима от различните спрежения се нарича лексема, а формата на дума, която няма или има минимално изменение, се нарича лема. Организиран списък от изменените форми на дадена лексема се нарича спрегаема парадигма.

### В жаргона
Израз (известен още като модерна дума), често неологизъм, широко използван в управителските, техническите, административните, а понякога и в политическите среди. Обикновено правят изреченията трудни за разискване, поради неясното им значение. Тези думи се различават от жаргона по това, че имат задачата да впечатляват или да направят смисъла по-неясен, докато жаргонът (теоретически) има добре определено техническо значение, поне за специалистите. Обаче шумът около новите технологии често превръщат техническите термини в модерни думи. Една модерна дума може да се появи, а може и да не се появи в речника, а в случай че се появи смисълът и като модерна дума може да не съвпада с традиционното определение.

### Смяна на парадигмата
Измененията на парадигмата са най-драматични в науките, които са развити и изглеждат устойчиви, например физиката в края на XIX век. По това време физиката сякаш е завършена наука, която само допълва някои последни подробности. През 1900 г. лорд Келвин заявява: „Няма нищо повече за откриване във физиката. Остава само да провеждаме все по-точни измервания“. Пет години по-късно Алберт Айнщайн публикува своята специална теория на относителността, която оспорва законите, лежащо в основата на Нютоновата механика, използвани за описване на силите и движенията повече от триста години. От неоспорима истина Нютоновата механика се превръща в добър модел за приблизително описание на движения със скорости, много по-малки от скоростта на светлината във вакуум.
В „Структурата на научните революции“ Кун пише: „Преходът от една парадигма към друга чрез научна революция е обичайният модел на развитие на науката“. Идеята на Кун сама по себе си е революционна за времето си, тъй като довежда до значителна промяна в начина, по който академиците говорят за науката. Така тя сама по себе си е част от смяната на парадигмата в историята и социологията на науката.
Философите и историците на науката, включително самият Кун, накрая приемат версия на модела на Кун, обогатена с идеята за постепенните изменения. Оригиналният модел на Кун сега се смята за твърде ограничен.
Самият Кун намира, че идеята за парадигмата е неподходяща за обществените науки. Той обяснява в предговора си към „Структурата на научните революции“, че е измислил концепцията за парадигмата с цел да различи обществените от естествените науки. Отбелязва още, че е написал тази книга, за да покаже ясно, че няма и не може да има никакви парадигми в обществените науки. Матей Доган, френски социолог, в статията си „Парадигми в обществените науки“ разработва оригиналната теза на Кун, че изобщо няма парадигми в обществените науки, откакто понятията са многозначни. В статията си Доган дава много примери за несъществуването на парадигми в обществените науки, особено в социологията, политологията и политическата антропология.

## Други употреби
Ханда, М.Л. (1986) представя идеята за „социална парадигма“ в контекста на социалните науки. Той идентифицира основните компоненти на една социална парадигма. Подобно на Кун, Ханда повдига въпроса за променящата се парадигма, процесът, познат като „промяна на парадигмата“. В този смисъл той се съсредоточава върху социалните обстоятелства, които ускоряват такава промяна и ефектите от нея в социалните институции, включително и в образователните. Тази пълна промяна на социалната арена променя начинът, по който индивидът възприема реалността.
Друга употреба на думата парадигма е от гледна точка на мирогледа Weltanschauung. Например в социалните науки терминът се използва за описване на група от преживявания, вярвания и ценности, които влияят на начина, по който индивидът възприема реалността и отговаря на това възприятие. Социалните учени приемат фразата на Кун „промяна на парадигмата“, за да обозначат промяна в начина, по който дадено общество възприема организирането и разбирането на реалността. „Доминиращата парадигма“ се отнася до ценностите или начина на мислене в едно общество, които са стандартни и широко приети за даден период. Доминиращите парадигми са формирани от обществената културна среда и от контекста на историческия момент. Следващите са условия, които улесняват превръщането на една система на мислене в приета доминираща парадигма:
– Професионални организации, които дават легитимност на парадигмата
– Динамични лидери, които представят парадигмата и говорят за нея
– Вестници, списания и редактори, които разпространяват информация, основна за парадигмата, и ѝ дават легитимност
– Правителствени организации, които ще повярват в парадигмата
– Педагози, които ще разпространяват идеите на парадигмата, възпитавайки учениците си
– Конференции, които са посветени на дискутирането на идеи, основни за парадигмата
– Медийно покритие
– Граждански организации, които прегръщат основните идеи на парадигмата
– Източници на доходи за бъдещи изследвания на парадигмата
Думата парадигма също така все още се използва за означаване на модел, образец или очевидно ясен, типичен пример или архетип. Терминът често се употребява с този смисъл в дизайнерските професии. Дизайнерските архетипи обхващат професионални прецеденти за дизайнерски решения. Най-добрите примери за дизайнерски парадигми са: „Книга източник на творчески визуализации“ от Уейк и „Дизайнерски парадигми“ от Петровски.
Този термин също се използва и в кибернетиката. Тук той значи (в много общ смисъл) идеен пъроначален модел за намаляване на хаотичната маса до някаква форма на ред (подобно на концепцията на ентропията в химията и физиката, парадигмата там е един вид забрана да се продължи всяко действие, което би увеличило крайната ентропия на системата).